# Olovo (Kupres, BiH)
Olovo je naseljeno mjesto u općini Kupres, Federacija Bosne i Hercegovine, BiH.

## Stanovništvo

### 1991.
Nacionalni sastav stanovništva 1991. godine, bio je sljedeći:
ukupno: 68
- Hrvati - 68

### 2013.
Nacionalni sastav stanovništva 2013. godine, bio je sljedeći:
ukupno: 78
- Hrvati - 78

## Vanjske poveznice
- maplandia.com: Olovo